# Préveza
Préveza (en griego Πρέβεζα) es una ciudad y un municipio de Grecia, capital de la unidad periférica de Préveza, en la periferia de Epiro. La población de la ciudad era de 17.724 habitantes en 2001.

## Historia
Perteneciente al Imperio otomano, fue tomada por la República de Venecia entre 1684-1701 y de nuevo en 1717, pasando a poder francés con la desaparición de la Serenísima en 1797. Los otomanos comandados por Alí Pachá de Yánina retomaron la ciudad masacrando a las tropas francesas el 23 de octubre de 1798. Permaneciendo en manos turcas, hasta su conquista por el Reino de Grecia el 21 de octubre de 1912, durante la primera guerra de los Balcanes.

## Toponimia
El topónimo es de etimología incierta. Hay tres versiones principales sobre el posible origen de la palabra. Según Diógenes Charítonos y Fyodor Upeski derivaría del antiguo eslavo perevoz, «cruce, paso». Una teoría más reciente, apoyada por Petros Fourikis y Kontantinos Amantos, la deriva de la antigua palabra albanesa prevëzë-za, «transporte, traslado». Por último, Max Vasmer, Peter Schustall y Johannes Conter sostienen que derivaría del bajo latín prevesione, «sustento, vitualla».

## Demografía
| Año  | Población de la ciudad | Población del municipio |
| ---- | ---------------------- | ----------------------- |
| 1981 | 13.624                 | -                       |
| 1991 | 13.341                 | 16.886                  |
| 2001 | 16.321                 | 19.605                  |

## Hermanamientos
Préveza forma parte del Douzelage, el plan europeo de hermanamiento entre diversas ciudades de países integrantes de la Unión Europea:
- Altea, España
- Bad Kötzting, Alemania
- Bellagio, Italia
- Bundoran, Irlanda
- Chojna, Polonia
- Granville, Francia
- Holstebro, Dinamarca
- Houffalize, Bélgica
- Judenburg, Austria
- Karkkila, Finlandia
- Kőszeg, Hungría
- Marsascala, Malta
- Mersen, Países Bajos
- Niederanven, Luxemburgo
- Oxelösund, Suecia
- Prienai, Lituania
- Sesimbra, Portugal
- Sherborne, Reino Unido
- Sigulda, Letonia
- Siret, Rumanía
- Sušice, República Checa
- Türi, Estonia
- Zvolen, Eslovaquia